# Sobór Trójcy Świętej w Briańsku
Sobór Trójcy Świętej – prawosławny sobór w Briańsku, katedra eparchii briańskiej Rosyjskiego Kościoła Prawosławnego.
W 2004 władze miejskie zgodziły się udostępnić eparchii briańskiej działkę budowlaną na potrzeby budowy nowego soboru katedralnego w mieście (starszy, sobór Opieki Matki Bożej w Briańsku, został zniszczony w czasach radzieckich). Nowa świątynia miała zostać na terenie należącym w przeszłości do żeńskiego monasteru Zmartwychwstania Pańskiego. Od tego momentu na wydzielonej działce niejednokrotnie odbywały się prawosławne nabożeństwa. Oficjalną zgodę na budowę soboru wydał patriarcha moskiewski i całej Rusi Aleksy II w 2005, na wniosek biskupa briańskiego i siewskiego Teofilakta. Wówczas przystąpiono do prac nad projektem świątyni.
Prace były finansowane ze środków przekazywanych przez osoby prywatne oraz przez Gazprom. Fundamenty świątyni zostały poświęcone w 2007. Pierwszą Świętą Liturgię w ukończonej dolnej cerkwi odprawił biskup briański Teofilakt w święto patronalne budowanego soboru w 2010. Rok później ukończono zasadnicze prace w dolnej cerkwi, jak również prace nad wznoszeniem dzwonnicy soboru (nazwanej na cześć św. Aleksandra Pierieswieta) oraz sąsiadującej z nim cerkwi Świętych Nowomęcznników i Wyznawców Briańskich. Pierwsza Święta Liturgia w gotowym soborze odbyła się 24 maja 2012 pod przewodnictwem biskupa briańskiego i siewskiego Aleksandra.
Obiekt poświęcił 1 lipca 2012 patriarcha moskiewski i całej Rusi Cyryl.